# آل أسونسيون
آل أسونسيون (2 أكتوبر 1929 – 2 مايو 2006) هو ملاكم فلبيني راحل، مثّل بلاده في الألعاب الأولمبية الصيفية 1952.

## وصلات خارجية
آل أسونسيون على موقع بوكس ريك (الإنجليزية) (registration required)
- آل أسونسيون على موقع أوليمبيديا (الإنجليزية)